# Liszka (przełęcz)
Liszka (516 m n.p.m.) – przełęcz pomiędzy szczytami Zebrzydki (578 m) i Łazka (714 m) w Paśmie Błatniej w Beskidzie Śląskim. Jest to oficjalna nazwa przełęczy podana przez Państwowy Rejestr Nazw Geograficznych, na mapie Compassu opisana jest jako Przełęcz pod Zebrzydką.
Pasmo Błatniej oddziela dolinę Brennicy od doliny Jasienicy. W dolince poniżej północnych stoków przełęczy Liszka wypływa Łaziński Potok (dopływ Iłownicy), a w dolince poniżej południowo-zachodniego stoku przełęczy potok Barujec. Rejon przełęczy porasta las. Przełęcz znajduje się w granicach wsi Górki Wielkie w województwie śląskim, w powiecie cieszyńskim, w gminie Brenna.
Przez przełęcz biegnie znakowany zielony szlak turystyczny ze Skoczowa, który poniżej szczytu Łazka dołącza do czerwonego szlaku z Jaworza biegnącego grzbietem Pasma Bołatniej.